# Klissza bevétele
Klissza bevételére 1537. március 12-én került sor. A törökök két sikertelen támadást követően elfoglalták a fontos dalmát végvárat.

## Előzmények
Klissza egy fontos védelmi pontot képzett Dalmácia és Bosznia között. 1522-ben Tinnin eleste során a boszniai törökök megpróbálták bevenni Klisszát is, majd két évvel később is végrehajtottak egy nagyobb támadást. Mindkét esetben Novákovics Péter védte meg az erősséget.
Novákovicsot követően Krusics Péter látta el a védelmi feladatokat. Apróbb csatározások állandóan folytak a környéken. Az első ostrom előtt is Makut pasa 2000 vitézével dúlta Dalmácia ezen részét.

Az 1530-as években Klissza erősítése tovább folyt részben I. Ferdinánd segítségével. A környező falvakban őrtornyokat is állítottak, amelyek vár előőrseit képezték. Összesen három ilyen előőrs építésére került sor. További segítséget kértek az erősítésekhez VII. Kelemen pápától is. Felmerült annak lehetősége is, hogy Velencének adják át Klisszát, de ezt Krusics elutasította.
A harcok tovább folytak a mohácsi vész után is az ellenséggel, többek között Gházi Huszrev mostari béggel. 1530-ban hárítottak el egy nagyobb támadást Krusicsék, majd a következő évben fokozottabban őrizték a Klissza felé vezető utakat.

1532. szeptember 17-én Krusics támadást intézett Boszniába a törökök ellen, s egy ottani vár török katonáit is lekaszabolta. Erőfeszítéseivel jelentősen csökkentette a Horvátország ellen intézett török támadások erejét.
Konstantinápolyban a katonai vezetők tisztában voltak Klissza jelentőségével, mert ez idő tájt céljuk Split megszerzése volt, de ennek a dalmát vár állt útjában. 1534-ben a bosnyák szandzsák-bég Mehmed Mihalbegovics és Piri bég újabb támadást kivitelezett Klissza ellen, de a védők ezúttal is kiállták a próbát. További támadásokra került sor 1535-ben és 1536-ban is, utóbbi során Huszrev bég lerombolta a vár előőrseit képező őrtornyokat.

## A vár ostroma és elfoglalása
1537-ben Klisszában már elég jelentős katonaság állomásozott. A horvátok mellett Ferdinánd által odavezényelt zsoldosok és 700 pápai katona, valamint néhány uszkók. Az ezt megelőző években csak 3-400 ember jutott az erősségbe.

Az uszkókok a törökök elől Boszniából és Szerbiából letelepedett délszláv népelemek voltak, akik katonáskodtak Horvátországban.
Az ostromot megelőzően Krusics ellátta a várat élelmiszerrel és lőszerrel is. A tél folyamán viszont elfogyott az élelem, vízhiány lépett fel és sok ló elpusztult a várban, sőt a katonaság egy része is legyengült. A tavasz kezdetével a törökök megkezdték a Klissza elleni újabb, ezúttal végső akciót. Március 11. és március 12. közötti estén a törökök felbukkant a környéken. Erre Krusics a várból kivonult katonái egy részével, nagyjából 1000 fővel, s a kikötő felől várta az ellenséget. A környező lejtőkön a törökök Murat Tardics és Malkocs bég 2000 lovassal haladt, miután az előző évben elpusztított őrtornyok már nem állták útjukat. A támadók összecsaptak Krusiccsal. A harc során az idegen német és olasz katonák elmenekültek és a kikötőben álló hajókra szálltak fel, míg a horvátok és az uszkókok tovább harcoltak az egyre fölénybe jutó törökök ellen. A hajón menekülő zsoldosok zátonyra futottak, mire a törökök újból nekik estek. Közben Krusics elesett, egy Atlia nevű aga ugyanis megölte. Fejét dárdára tűzték, hogy a várbeliek is lássák. A védők valóban megrémültek vezérük feje láttán és kimenekültek a várból Zenggbe.

## Klissza török kézen
Az őrség nélkül maradt Klisszát a törökök bevették. Noha Klissza elesett, de Splitet mégsem sikerült megszereznie az ellenségnek. 1596-ban a hosszú háború során az uszkókok visszafoglalták a várat, de nem tudták megtartani. A kandiai háborúban viszont a Dalmáciába behatoló velencei csapatok 1648-ban végleg visszavették azt a törököktől.